# 尉古真
尉古真（？—？），鮮卑姓尉遲氏，代人，北魏官员。

## 生平
385年，拓跋珪因躲避劉顯而投奔賀蘭部，部落酋長賀訥的弟弟賀染干見到拓跋珪贏得部眾的歡心，心生忌妒，派遣侯引乙突謀害拓跋珪，尉古真知情，先行密告拓跋珪，於是侯引乙突等人不敢有所行動。賀染干懷疑尉古真洩漏情報，將他收捕拷問，用兩個車軸壓其頭，又戳瞎一隻眼睛，然而尉古真始終不承認，便被釋放。拓跋珪後即位，在北魏登國三年（388年），親征庫莫奚部，隔年（389年）攻打吐突鄰部，尉古真皆隨軍征戰，立下戰功。登國五年（390年），劉衛辰的兒子劉直力鞮圍攻賀蘭部，尉古真又隨軍擊破直力鞮。登國十年（395年 ），燕、魏兩國發生參合陂之戰，尉古真也有參戰。之後以功績加官建節將軍，封束州侯。
明元帝即位後，轉軍號為鴻飛將軍，永興三年（411年）領五千名士兵鎮守大洛城，兩年後（413年），拓跋嗣御駕西巡，與山陽侯奚斤等將領率領三萬士兵為前軍，七月和奚斤在跋那山下擊破越勤倍泥的部落，得馬匹五萬匹，牛羊二十萬頭，俘虜其部落兩萬餘戶徙京。泰常三年（418年）拜官定州刺史，之後過世。

## 家庭

### 兄弟
- 尉太真，相州刺史、平南將軍。
- 尉諾，幽州刺史、安東將軍、封遼西公。

### 兒子
- 尉億萬，襲爵束州侯。

## 延伸阅读
[在维基数据编辑]
 《魏書·卷26》，出自魏收《魏书》
 《北史·卷020》，出自李延壽《北史》